# Kodeks 0157
Kodeks 0157 (Gregory-Aland no. 0157) – grecki kodeks uncjalny Nowego Testamentu na pergaminie, paleograficznie datowany na VII lub VIII wiek. Nieznane jest obecne miejsce przechowywania rękopisu.

## Opis
Do dziś zachowała się jedna karta kodeksu (21,5 na 28,4 cm) z tekstem 1. Listu Jana (2:7-13).
Tekst pisany jest dwoma kolumnami na stronę, w 21 linijkach w kolumnie.

## Tekst
Kurt Aland nie zaklasyfikował tekstu rękopisu do żadnej kategorii.

## Historia
Kodeks datowany jest na VII lub VIII wiek.
Rękopis był widziany w Kubbat al-Chazna, w Damaszku, obecne miejsce jego przechowywania jest nieznane.